# Agnès Varda
Arlette Varda, conocida como Agnès Varda (Ixelles, 30 de mayo de 1928-París, 29 de marzo de 2019), fue una directora de cine, actriz, guionista, artista plástica y cinematográfica belga. Fue reconocida como la gran voz femenina de la nouvelle vague y una de las pioneras del cine hecho por mujeres y del cine feminista en el siglo XX por películas como La Pointe courte (1955), Cleo de 5 a 7 (1962), Ulysse (1984), Sans toit ni loi (1985), Jacquot de Nantes (1991), Les Glaneurs et la Glaneuse (2000), Les Plages d'Agnès (2008) y Visages, villages (2017).
A través de sus películas, documentales y videoinstalaciones constituyó una mirada en la que mezcla representación realista, comentario social, búsqueda poética y experimentación audiovisual y con las palabras.Su obra ha sido caracterizada como un registro de la realidad social, un juego experimental con las imágenes, y una constante reflexión sobre asuntos como la relación entre la memoria personal y la Historia (los recuerdos, el olvido, la familia, la guerra), y el papel de la ficción, la verdad, el azar, el juego y la creatividad en la selección, la curaduría, el montaje y la producción audiovisual y cinematográfica.
Recibió el León de Oro y el premio del Festival de Cine de Venecia, que le fue otorgado en 1985 gracias a la película Sans toit ni loi (Sin techo ni ley). En 2009, por su autobiografía audiovisual, Las playas de Agnès, recibió el Premio César y el Premio René Clair de la Academia francesa. En 2017 recibió un Óscar Honorífico por su vida y obra.
Es considerada pionera en la apertura de la dirección cinematográfica a las mujeres. «Sugerí a las mujeres que estudiasen cine. Les dije: "Salgan de las cocinas, de sus casas, obtengan las herramientas para hacer películas"». Su trabajo ha sido relacionado con el de artistas como Chris Marker, Marguerite Duras, Alain Robbe-Grillet, Jean Cayrol y Henri Colpi, grupo ligado a la corriente literaria del nouveau roman, posicionado políticamente en la izquierda.

## Trayectoria y estilo fílmico
Agnès Varda nació en Ixelles, localidad de la región capital de Bruselas, Bélgica y fue nombrada como Arlette Varda. Su padre pertenecía a una familia de refugiados griegos del Asia Menor y su madre era francesa. Estudió Historia del Arte en la École du Louvre antes de conseguir un trabajo como fotógrafa oficial del Teatro Nacional Popular (Théâtre National Populaire, TNP) de París.

Después de pasar unos días filmando en la pequeña ciudad pesquera francesa de Sète, en el barrio de La Pointe Courte, para un amigo con una enfermedad terminal que le impedía visitarla, Varda decidió hacer su primera película, que nombró La Pointe Courte (1954). En ella, registró la fugaz relación de una pareja, un pescador y una parisina, que, en medio de la cotidianidad de la pequeña ciudad, recorre varios de sus espacios. Entre el registro documental y la ficción, la película es considerada una de las precursoras estilísticas de la «Nouvelle vague» francesa. Su montaje corrió por cuenta de Alain Resnais y, en su momento, la crítica la relacionó con el estilo del director italiano Roberto Rossellini.

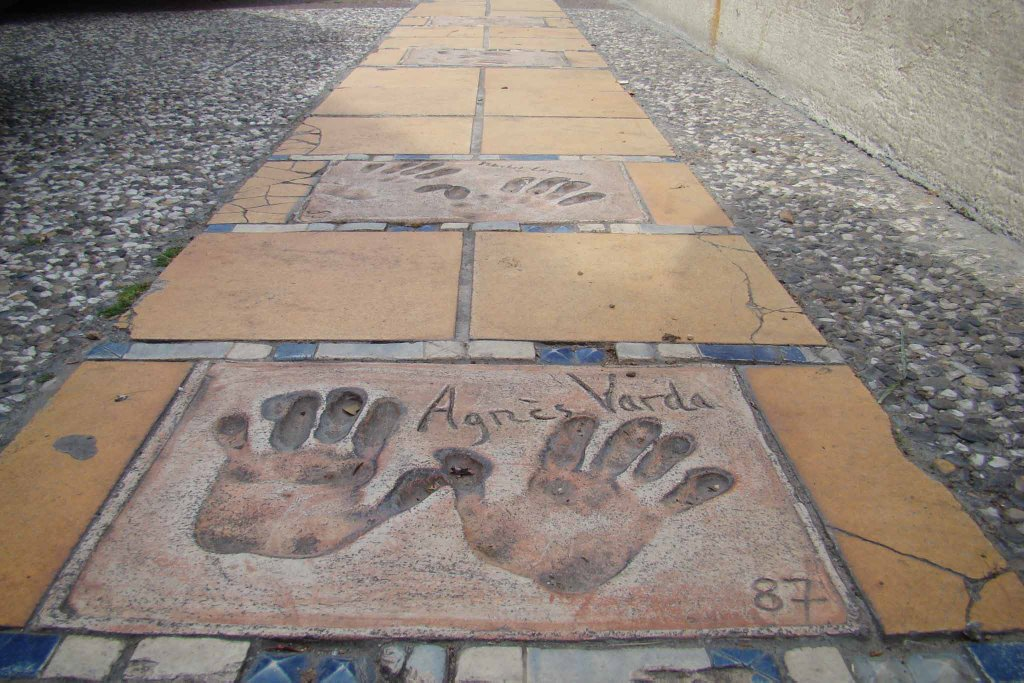
Huellas de las manos y firma de Varda en Cannes.

Sus varios cortometrajes de 1958 y su segunda película, Cleo de 5 a 7 (1961), expresan el impacto de la Nueva Ola francesa.
La segunda fase de su obra se sitúa a partir del Mayo del 68, contagiada según la crítica del espíritu optimista y libertario de la época. La felicidad (1965), Las criaturas (1966) y Lion's Love (1969), cuestionan la rigidez de la sociedad burguesa. Black Panthers (1968), Daguerréotypes (1975), Murs, murs (1980), Jane B. par Agnès V. (1987), Cinévardaphoto (2004), Los espigadores y la espigadora (2000) están consideradas por la crítica pequeñas obras maestras del género y testimonios históricos y del paso del tiempo.
En Una canta, otra no (1977) presenta las luchas feministas francesas de la época,mientras que en las películas Jacquot de Nantes (1991), Les Demoiselles ont eu 25 ans (1993) y L'Univers de Jacques Demy (1995), Varda traza relatos y la historia de vida de su marido, Jacques Demy, y su amor por el teatro y el cine. 
En 2017, presentó su película Caras y lugares, realizada junto al artista JR, y en la que vuelve a plantear esa intersección entre documental, juego y exploración social de su cine. La película logró financiarse a través de un crowdfunding y el apoyo de su hija, que buscó financiación en el MoMA, el cual compró una copia para su fondo archivístico antes de que empezase el rodaje, y la Fundación Cartier.
En 2019 se presenta Varda por Agnès, un documental que refleja su experiencia como directora, brindando una visión personal de lo que ella llama «escritura de cine», viajando desde la Rue Daguerre de París a Los Ángeles y Pekín.

## Vida personal

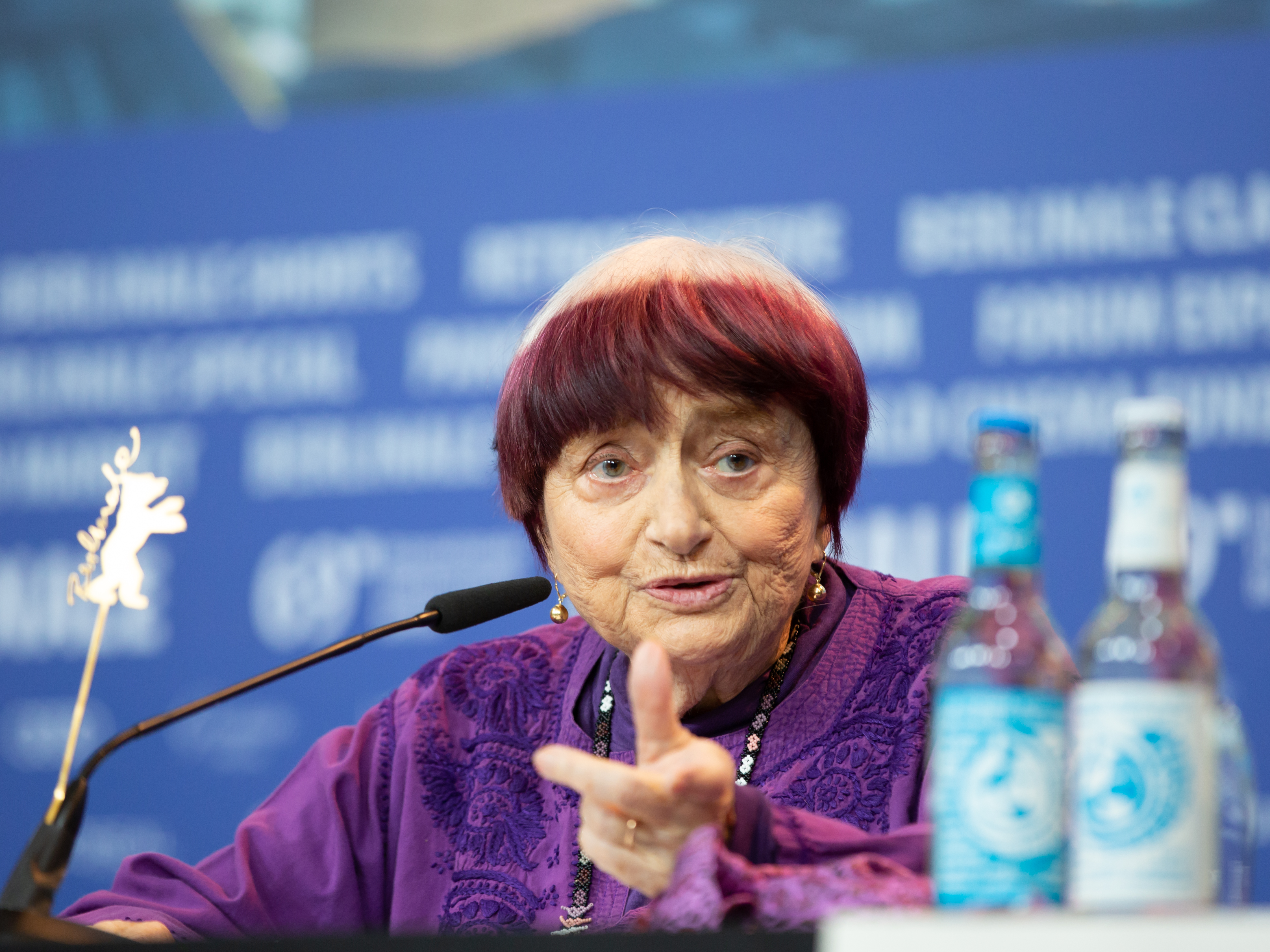
Agnes Varda en la Berlinale 2019.

Con el actor y director teatral y operístico Antoine Bourseiller tuvo en 1958 una hija, Rosalie Varda, creadora de vestuario y directora artística. Mientras estaba embarazada, Boursellier la abandonó para casarse con la actriz Chantal Darget. En 1962, se casó con el director cinematográfico Jacques Demy, unión que duró hasta su muerte en 1990 y con quien tuvo un hijo, en 1972, el actor Mathieu Demy. El 29 de marzo de 2019, Varda falleció a los 90 años a consecuencia de un cáncer.

## Filmografía

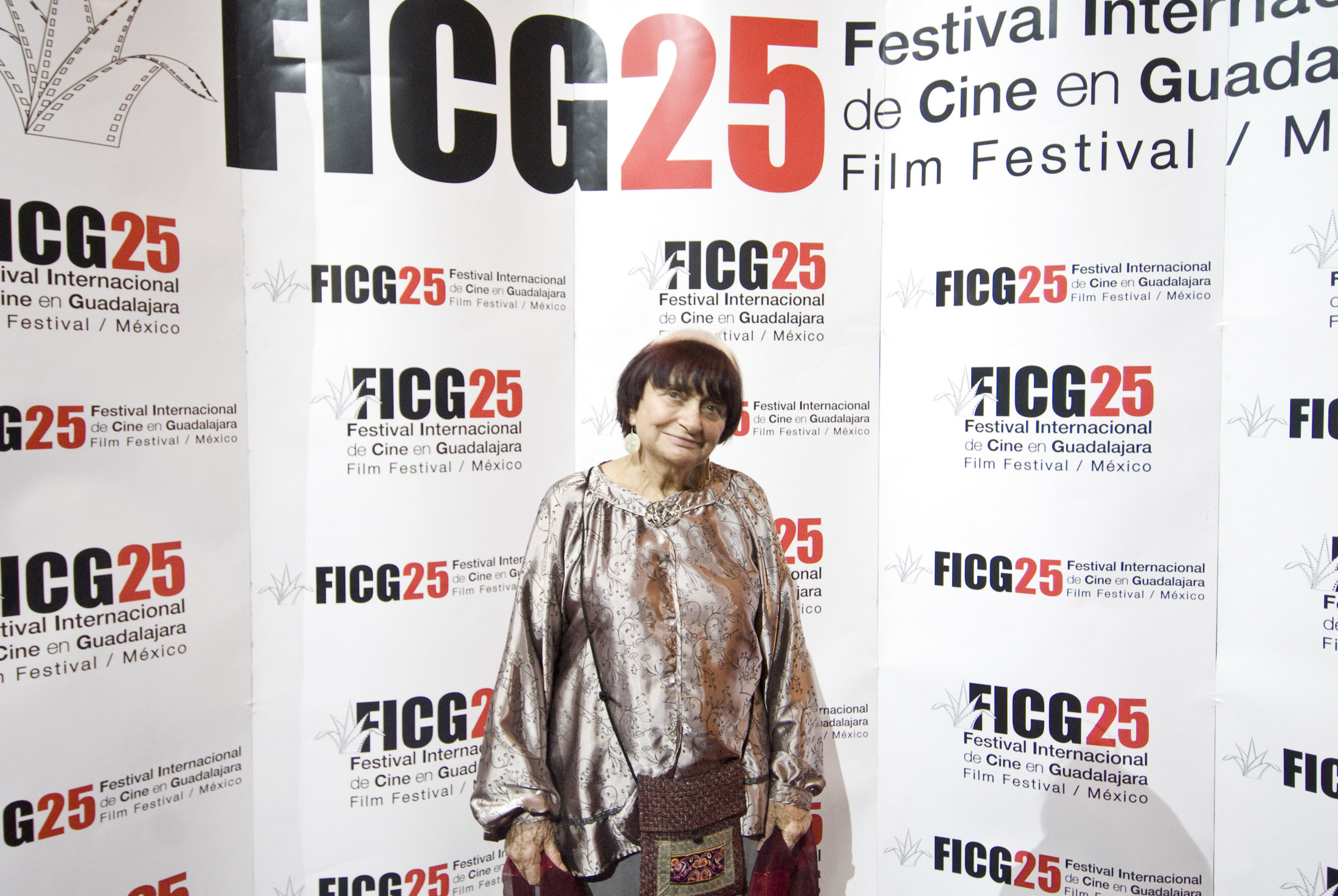
Agnès Varda en 2010.

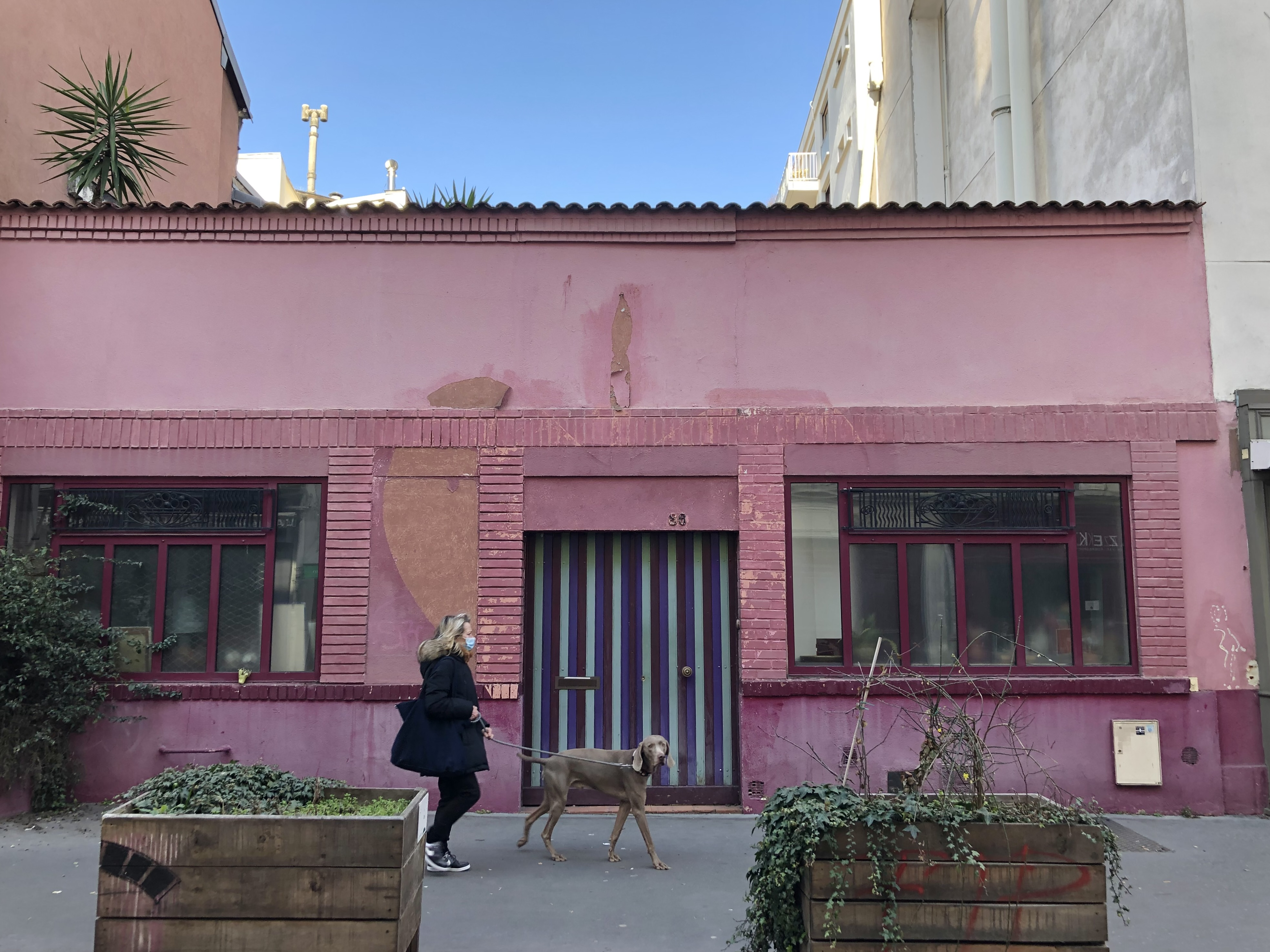
Casa de Agnès Varda en la Rue Daguerre de París.

| Año  | Título en español                                                   | Notas |
| ---- | ------------------------------------------------------------------- | --- |
| 1956 | La Pointe Courte                                                    | |
| 1958 | L’ Opera Mouffe                                                     | Cortometraje |
| 1958 | La cocotte d´azur                                                   | Cortometraje |
| 1958 | O saison, o chateaux                                                | Cortometraje |
| 1958 | Du coté de la coté                                                  | Cortometraje |
| 1958 | Les fiancés du pont Mac Donald ou (Méfiez-vous des lunettes noires) | Cortometraje |
| 1961 | Cleo de 5 a 7                                                       | |
| 1963 | Salut les Cubains                                                   | Cortometraje |
| 1965 | La felicidad                                                        | |
| 1966 | Las Criaturas                                                       | |
| 1966 | Elsa la rose                                                        | Cortometraje |
| 1967 | Oncle Yanco                                                         | Cortometraje |
| 1967 | Loin du Vietnam                                                     | Documental codirigido por Joris Ivens, Chris Marker, William Klein, Alain Resnais, Claude Lelouch, y Jean-Luc Godard |
| 1968 | Black Panthers                                                      | |
| 1968 | Lions Love                                                          | |
| 1971 | Réponse de femmes: Notre corps, notre sexe                          | Cortometraje |
| 1975 | Daguerréotypes                                                      | |
| 1976 | Placer de amor en Irán                                              | Cortometraje |
| 1977 | Una canta, otra no                                                  | |
| 1981 | Mur Murs                                                            | |
| 1981 | Documenteur                                                         | |
| 1982 | Ulysse                                                              | Cortometraje |
| 1984 | Les dites cariátides                                                | Cortometraje |
| 1984 | 7p.,cuis.,s. De b., … á saisir                                      | Cortometraje |
| 1985 | Histoire d´une vieille dame                                         | Cortometraje |
| 1985 | T´as de beaux escaliers, tu sais                                    | Cortometraje |
| 1985 | Sin techo ni ley                                                    | |
| 1988 | Kung-fu Master                                                      | |
| 1988 | Jane B. par Agnès V.                                                | |
| 1991 | Jacquot de Nantes                                                   | |
| 1993 | Les demoiselles ont eu 25 ans                                       | |
| 1994 | Las cien y una noches                                               | |
| 1995 | El universo de Jacques Demy                                         | |
| 2000 | Los espigadores y la espigadora                                     | |
| 2000 | Short 4: Seduction                                                  | Cortometraje |
| 2002 | Los espigadores y la espigadora... dos años después                 | |
| 2002 | Le lion volátil                                                     | Cortometraje |
| 2002 | Hommage á Zgougou (et salut á Sabine Mamou)                         | Cortometraje |
| 2003 | Ydessa, les ours et etc.                                            | Cortometraje |
| 2004 | Viennale Walzer                                                     | Cortometraje |
| 2004 | Les dites cariátides bis                                            | Cortometraje |
| 2004 | Cinévardaphoto                                                      | Cortometraje |
| 2005 | Quelques veuves de Noirmoutier                                      | |
| 2005 | Cléo de 5 á 7: souvenirs et anecdotes                               | Cortometraje |
| 2008 | Las Playas de Agnès                                                 | |
| 2011 | Women's Tales #10 - Les 3 boutons                                   | Cortometraje |
| 2017 | Caras y lugares                                                     | Codirigida con JR |
| 2019 | Varda por Agnès                                                     | |

## Premios y distinciones
Óscar
| Año  | Categoría              | Película          | Resultado |
| ---- | ---------------------- | ----------------- | --------- |
| 2018 | Mejor documental largo | Visages, villages | Nominada  |
| 2018 | Óscar honorífico       | Óscar honorífico  | Ganadora  |

Festival Internacional de Cine de Venecia
| Año  | Categoría   | Película         | Resultado |
| ---- | ----------- | ---------------- | --------- |
| 1985 | León de Oro | Sin techo ni ley | Ganadora  |

Festival Internacional de Cine de Berlín
| Año  | Categoría                                      | Película     | Resultado |
| ---- | ---------------------------------------------- | ------------ | --------- |
| 1965 | Oso de Plata. Premio extraordinario del jurado | La felicidad | Ganadora  |

Festival Internacional de Cine de San Sebastián
| Año  | Categoría       | Película        | Resultado |
| ---- | --------------- | --------------- | --------- |
| 2017 | Premio Donostia | Premio Donostia | Ganadora  |

Festival Internacional de Cine de Cannes
| Año  | Categoría         | Película     | Resultado |
| ---- | ----------------- | ------------ | --------- |
| 2017 | Premio Ojo Dorado | Faces Places | Ganadora  |

- Gran oficial de la Legión de Honor
- Gran Cruz de la Orden Nacional del Mérito
- Honorary Doctor, University of Liège
- 1964,  Premio Louis Delluc
- 1984,  César al mejor cortometraje documental
- 1986, Premio de la Asociación de Críticos de Cine de Los Ángeles a la mejor película extranjera
- 2000,  European Film Award for Best Documentary
- 2001, Konrad Wolf Prize
- 2001, Honorary César
- 2001, National Society of Film Critics Award for Best Non-Fiction Film
- 2002,  Prix René-Clair
- 2009, César Award for Best Documentary Film
- 2009, National Society of Film Critics Award for Best Non-Fiction Film
- 2009, Commandeur de la Légion d'Honneur.[19]
- 2010, Las Playas de Agnès Premio del público Festival de Cine 4+1.[20]
- 2010,  Carrosse d'or
- 2011, Las Playas de Agnès Premio de la Asociación de Cronistas Cinematográficos de la Argentina. Premio Cóndor de Plata  como Mejor Filme Extranjero.
- 2014, Leopardo de Honor
- 2014, Premio a su trayectoria de la Academia de Cine Europeo (European Lifetime Award)[21]
- 2015, Palme d'honneur (fr)
- 2016, Premio Max Beckmann

## Publicaciones
- 1961, La Côte d'Azur, d'azur, d'azur, d'azur, collection lieu dit, Les Éditions du Temps.
- 2005, Varda par Agnès, Éditions des Cahiers du Cinéma, Paris, 1994, réédition (ISBN 2-86642-440-9).
- 1990,  Sara Cortellazzo et Michele Marangi, Agnès Varda, Edizioni di Torino.
- 1995, Bernard Bastide, Les Cent et une nuits, chronique d'un tournage, Pierre Bordas et fils.
- 1996,  Sandy Flitterman-Lewis, To Desire Differently: Feminism and the French Cinema, Columbia University Press.
- 1998,  Alison Smith, Agnès Varda, Manchester University Press
- 2019, Imma Merino, Agnès Varda. Espigadora de realidades y de ensueños, Donostia Kultura y Filmoteca Vasca[22]
- 2024, Juan Laborda Barceló, Mujeres que conducen. El cine de Agnès Varda. Editorial Sílex [23]
- 2025, Carlos Tejeda, Agnès Varda. Ed. Cátedra